# 通润桥

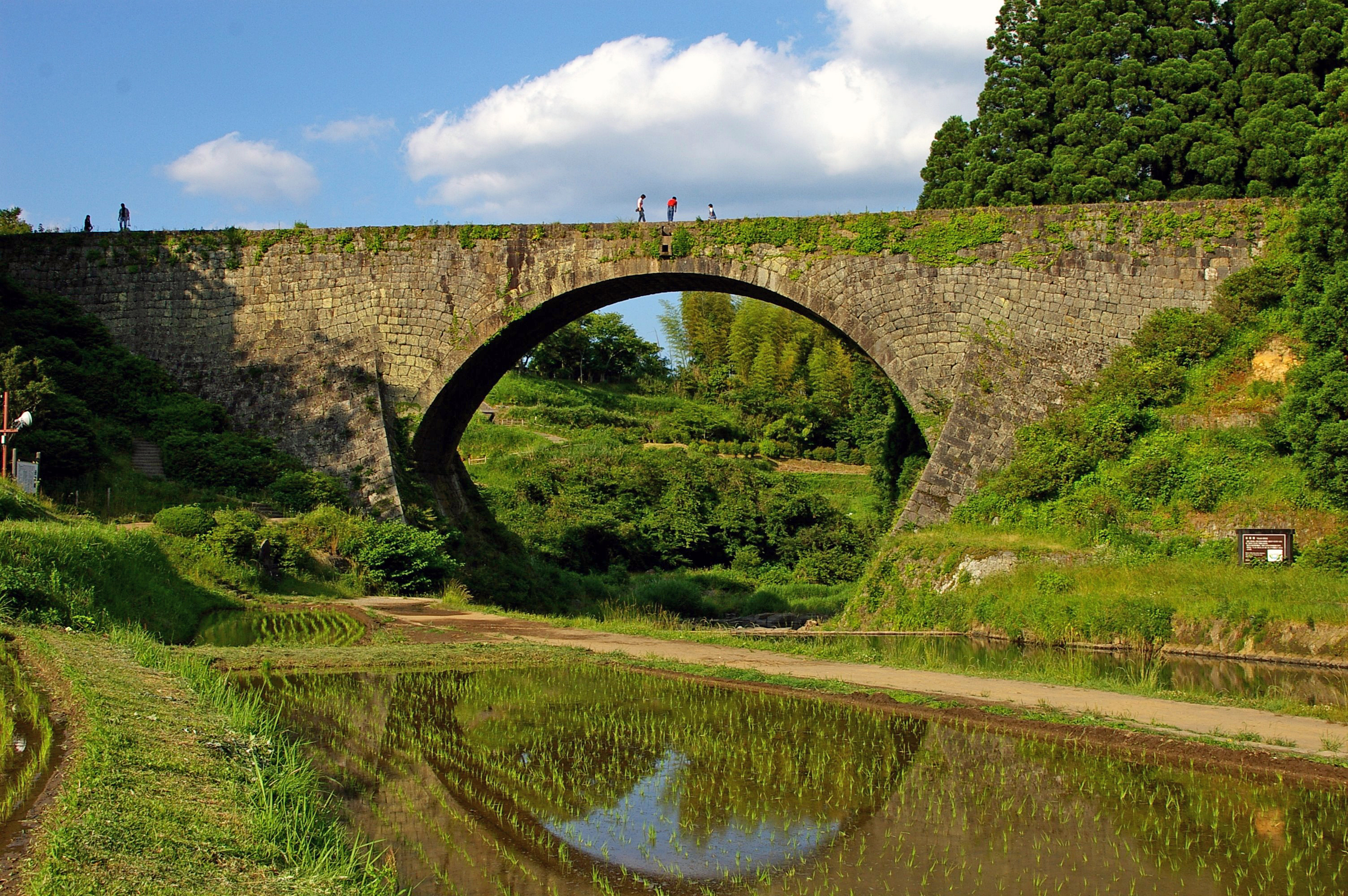
通润桥

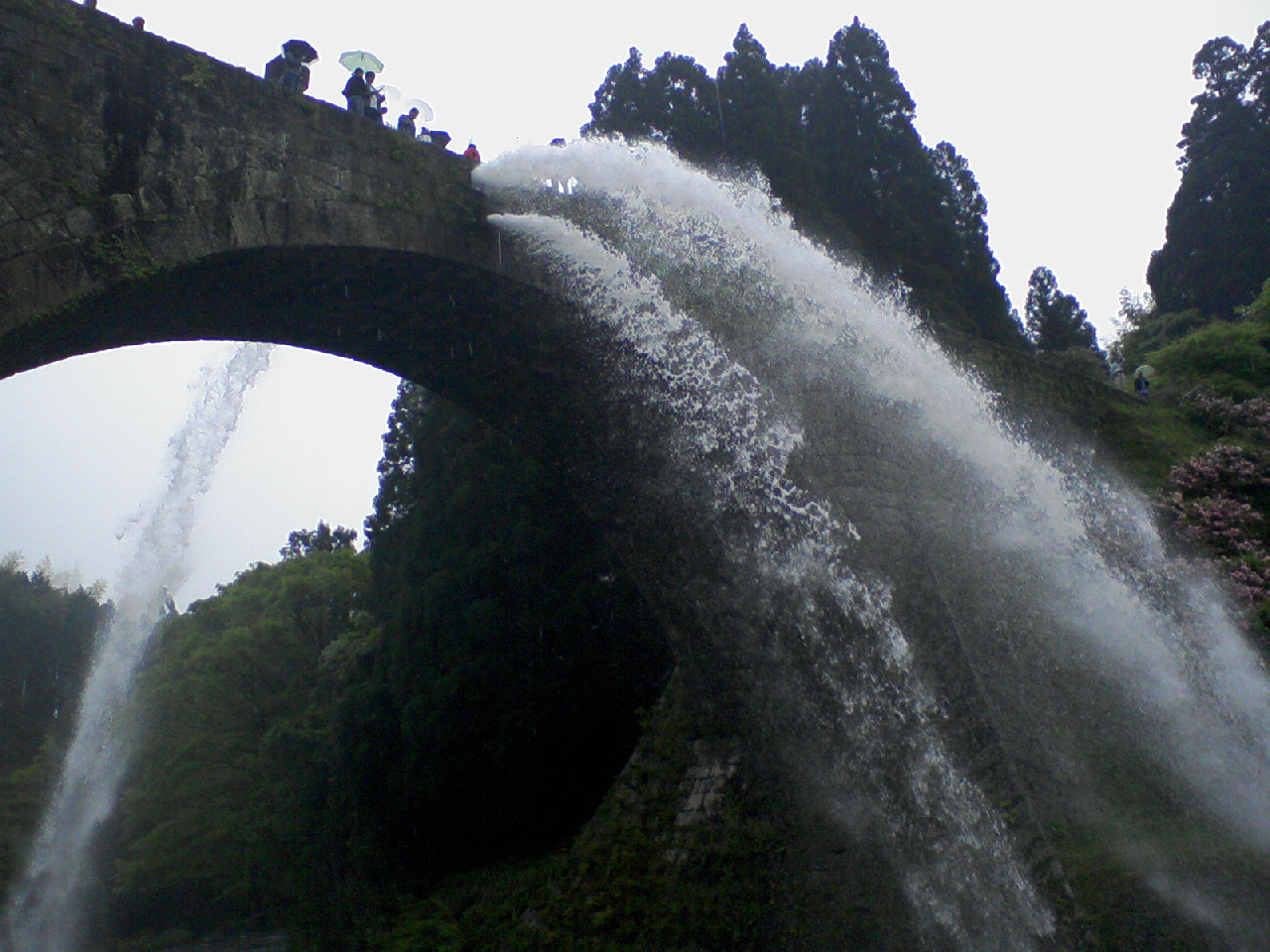
通润桥

通润桥是日本熊本縣山都町的拱桥，完成于1854年，长84米。它也是日本最大的高架渠。
日本文化厅将该桥指定为重要文化财。
2023年9月25日被日本政府正式指定為國寶，是日本全國首個土木建築物成為國寶。